# Harrijoki (vattendrag i Finland, Lappland, lat 68,40, long 26,95)
Harrijoki är ett vattendrag i Finland.   Det ligger i landskapet Lappland, i den norra delen av landet, 900 km norr om huvudstaden Helsingfors.